# Dirksia
Dirksia là một chi nhện trong họ Hahniidae.